# Einar Mogård
Einar Paulus Bertil Mogård, född 10 februari 1922 i Linköping, död 22 mars 2011 i Täby, var en svensk jurist och bankdirektör.
Efter studentexamen i Stockholm studerade Mogård vid Uppsala universitet och blev juris kandidat där 1948. Han genomförde tingstjänstgöring i Kalix domsaga 1948–1950, var fiskal och assessor vid Svea hovrätt 1951–1960 och sedan chefsjurist vid Sveriges Kreditbank från 1960. Han var senare bankdirektör.
Mogård var son till kontraktsprosten Bertil Mogård och Märta Silfwerbrand. Han var 1946–1971 gift med moderatpolitikern Britt Mogård (1922–2012) och paret fick två söner. Från 1971 var han sedan gift med Kerstin Mogård (1928–2015). Einar Mogård är begravd på Täby södra begravningsplats.